# Corinne Calvet
Corinne Calvet, född 30 april 1925 i Paris, Frankrike, död 23 juni 2001 i Los Angeles, Kalifornien, var en fransk skådespelare. Hon började filma i Frankrike på 1940-talet, och kom till Hollywood 1949 där hon debuterade i filmen Glödande sand. Hon medverkade sedan främst under 1950-talet i ett antal filmer, där rollerna ofta var som förförisk fransk kvinna. Senare skådespelade hon mer sporadiskt och var aktiv i yrket fram till 1980-talet.

## Filmografi, urval
- 1949 – Glödande sand
- 1951 – Uppror i Ghandahar
- 1951 – På Rivieran
- 1952 – Kapten Flagg
- 1954 – Farornas land
- 1962 – Ung mans äventyr